# Габович, Михаил Маркович
Михаи́л Ма́ркович Габо́вич (24 ноября [7 декабря] 1905, Великие Гуляки, Киевская губерния — 12 июля 1965, Москва) — советский артист балета, балетмейстер и педагог. Солист Большого театра, народный артист РСФСР (1951), лауреат Сталинских премий (1946, 1950).

## Биография
Родился 24 ноября (7 декабря) 1905 года в селе Великие Гуляки (ныне Фастовского района Киевской области), в семье Марка и Марии Габовичей.
В 1924 году окончил Московское хореографическое училище (педагоги Александр Горский и Василий Тихомиров).
По окончании училища в 1924 году был принят в труппу Большого театра, где служил вплоть до 1952 года. Исполнитель главных партий.
В 1925 году участвовал в постановке Касьяном Голейзовским балета Сергея Василенко «Иосиф прекрасный». Габович был в числе временно уволенных, но вскоре восстановленных в штате сторонников Голейзовского, которым руководство труппы не рекомендовало участие в постановках балетмейстера. Член ВКП(б) с 1936 года.
Танец Михаила Габовича называли сильным и мужественным, отличавшимся выразительностью и характерностью жеста, скульптурностью поз.
Габович был постоянным партнёром Галины Улановой.
В годы Великой Отечественной войны был руководителем филиала Большого театра в Москве, эвакуированного в Куйбышев.
Оставил сцену из-за травмы.
C 1951 года занимался педагогической деятельностью в Московском хореографическом училище, с 1954 по 1958 год был его художественным руководителем. Среди его учеников Владимир Васильев.
Автор книги «Душой исполненный полет» (1965).
Скончался 12 июля 1965 года в Москве. Похоронен на Новодевичьем кладбище.

### Семья
- Брат — Александр Габович, актёр и режиссёр Государственного театра имени Е. Вахтангова[8].
- Жена — Марианна Боголюбская (1919—2013), балерина, заслуженная артистка РСФСР (1951).
  - Сын — солист балета Михаил Габович (род. 1948), народный артист РСФСР.

## Награды и премии
- Заслуженный артист РСФСР (2 июня 1937)
- Народный артист РСФСР (27 мая 1951)
- Сталинская премия первой степени (1946) — за исполнение партии Принца в балетном спектакле «Золушка» С. С. Прокофьева
- Сталинская премия второй степени (1950) — за исполнение партии Ма Личена в балетном спектакле «Красный мак» Р. М. Глиэра
- Орден Трудового Красного Знамени (27 мая 1951)
- Орден «Знак Почёта» (02.06.1937) — за выдающиеся заслуги в деле развития оперного и балетного искусства
- ещё один орден и медали

## Творчество

### Партии в спектаклях
По году первого выступления:
- 1924 — «Спящая красавица» П. И. Чайковского — Шарман, Дезире, 1930, Голубая птица, 1936
- 1924 — «Лебединое озеро» П. И. Чайковского — Друг Принца, Принц 1932
- 1924 — «Карнавал» К. Сен-Санса — Арлекин
- 1925 — «Эсмеральда»" Ц. Пуни — Раб
- 1927 — «Раймонда» А. К. Глазунова — Бернар, Жан бе Бриен, 1935
- 1927 — «Красный мак» Р. М. Глиэра — Феникс
- 1928 — «Корсар» А. Адана — Раб
- 1929 — «Кармен» Ж. Бизе — Болеро
- 1930 — «Футболист» В. А. Оранского
- 1930 — «Баядерка» Л. Ф. Минкуса — Солор, Индийский танец
- 1931 — «Комедианты» Р. М. Глиэра — Мигуэль
- 1931 — «Дон Кихот» Л. Ф. Минкуса — Базиль
- 1931 — «Испанское каприччио» Н. А. Римского-Корсакова — Эспада
- 1931 — «Руслан и Людмилла» М. И. Глинки — Лезгинка
- 1932 — «Саламбо» А. Ф. Арендса — Мато
- 1932 — «Шопениана» Шопена — Юноша
- 1933 — «Щелкунчик» П. И. Чайковского — Принц Зефир
- 1933 — «Пламя Парижа» Б. В. Асафьева — Антуан
- 1934 — «Жизель» А. Адана — Альберт
- 1936 — «Бахчисарайский фонтан» Б. В. Асафьева — Вацлав
- 1938 — «Конёк-Горбунок» Ц. Пуни — Океан
- 1938 — «Кавказский пленник» Б. В. Асафьева — Владимир
- 1941 — «Тарас Бульба» В. П. Соловьёва-Седого — Андрий
- 1945 — «Золушка» С. С. Прокофьева — Принц
- 1945 — «Князь Игорь» А. П. Бородина — Кумаи
- 1946 — «Ромео и Джульетта» С. С. Прокофьева — Ромео
- 1949 — «Медный всадник» Р. М. Глиэра — Евгений
- 1949 — «Красный мак» Р. М. Глиэра — Ма Ли-чен

### Постановки
- В 1942 году на сцене Филиала Большого театра поставил балет «Дон Кихот» Людвига Минкуса (по редакции Александра Горского, с добавлением танцев Касьяна Голейзовского на музыку Валерия Желобинского).

В 1952 году совместно с Асафом Мессерером возобновил балет «Спящая красавица» Петра Чайковского.

## Книга о Габовиче
Михаил Габович: Статьи. Воспоминания о М. М. Габовиче / Редактор-составитель Александр Габович. — М.: Искусство, 1977. — 238 с. — 25 000 экз.
В Книге «Статьи» Михаила Габовича вступительные статьи написали А. Солодовников и Поэль Карп. Сборник посвящён творчеству Габовича. В первом разделе книги — теоретические статьи, рецензии, творческие портреты, принадлежащие перу Габовича. Во втором — воспоминания о нём балетмейстеров, композиторов, критиков и друзей. Статьи написали: Ю. И. Слонимский, Галина Уланова, Игорь Моисеев, Асаф Мессерер, Пётр Гусев, Татьяна Вечеслова, Дмитрий Кабалевский, Юрий Григорович, Ольга Лепешинская, Владимир Васильев, Марис Лиепа.
Книга написана в 1977 году, в то время все рецензии и очерки, даже о балете, писались в стиле, который устраивал цензуру, в стиле газеты «Правда». Но, первая статья из книги Габовича, под названием «Что же такое балет?», начинается словами:
Свою статью мне бы хотелось построить в форме беседы или спора между „судьями“ (некоторые наши критики) и „обвиняемыми“ или „подследственными“ (балетмейстеры и артисты). В ходе этого „судебного разбирательства“ я попытаюсь поставить некоторые вопросы специфики балета, дифференциации его жанров, соотношения пантомимы и танца. Некоторые критики видят в смешении видов искусства главную опасность для балета…
«Статьи» Михаила Габовича:
«Реализм и условность в балете»
«Горский. Монографический очерк»
«Галина Уланова»
«Асаф Мессерер»
«Вахтанг Чабукиани»
«„Мнимый жених“. Премьера в Ленинградском малом театре»
«Талант и поэзия»
«Первые впечатления. Спектакль французского балета на сцене Большого»
«Американский балет в Москве»
«Искусство английского балета»
«Москва, 1941… Из воспоминаний»
В шестьдесят лет его настиг новый удар, уже непоправимый:смерть подстерегла его за рулём машины. Ей понадобилось лишь мгновение, чтобы остановить сердце навсегда. Понятно стремление друзей запечатлеть человеческий облик Михаила Габовича, рассказать бо этой удивительно цельной натуре, об этом глубоко современном, ищущем, неутомимом художнике.А. В. Солодовников

## Сочинения
- Габович М. Поэзией полна жизнь // Советская культура. — 1958. — № 10.